# نقص تأكسج الورم

سدى الورم واللُحمة خارج الخلوي بحالة نقص التأكسج

نقص تأكسج الورم هي حالة حرمان الخلايا الورمية من الأوكسجين، وفي سياق النمو السريع للورم فإنه يتجاوز قدرة الإمداد الدموي، تاركاً أجزاءً من الورم غير غير مروية بحيث تكون تراكيز الأكسجين منخفضة بشكل واضحة مقارنة مع النسج السليمة. تنجم البيئات الموضعية الصغيرة لنقص التأكسج في الأورام الصلبة عن استهلاك الأوكسجين المتوافر في محيط 70 إلى 150 ميكرومكتر من الأوعية الدموية الورمية منق بل الخلايا السرطانية المتكاثرة بوتيرة سريعة، وبتلك الطريقة تحد الخلايا من كمية الأوكسجين المتوفرة للانتشار بشكل أعمق في النسيج الورمي. في سبيل الحفاظ على النمو المستمر والتكاثر في تحديات البيئات ناقصة التأكسج وُجد أن الخلايا الورمية عدلت من سبلها الاستقلابية.
علاوة على ذلك، قد عرف أن نقص التأكسج يغير من السلوك الخلوي وهو مقترن مع إعادة هيكلة اللحمة الخلوية بالإضافة إلى ازدياد سلوك الهجرة والنقائل السرطانية.

## التغيرات في سبيل حل السُكّر
ينجم عن التغير الخاص الذي يطرأ على الاستقلاب الخلوي، والذي قد عُرف تاريخياً بتأثير فاربورغ Warburg effect، معدلات مرتفعة من التحلل السكري سواء بالخلايا الورمية مشبعة التأكسج normoxic أو تلك ناقصة التأكسج. يتم تعزيز التعبير عن الجينات المسؤولة عن أنزيمات حل السكر ونواقل الغلوكوز عن طريق الكثير من المحرضات الورمية متضمنة RAS، SRC بالإضافة إلى MYC.

### يحرض HIF-1 تغيرات في التعبير الجيني

ينظم HIF تفاعلات الخلايا السرطانية مع ECM وعملية اصطناعه

خلال التطور الورمي، تكتسب الخلايا الورمية القدرة على إعادة البرمجة الستقلابية الشاملة، وإن نقص تأكسج النسيج ميزة دائمة للأورام الصلبة مما يدفع إلى تأقلم السبل الاستقلابية الخلوية. إن العامل المحرض بنقص التأكسج (HIF-1α) جوهري في تفعيل الانتساخ المنظم بالأوكسجين، حيث يلعب دوراً أساسياً في تأقلم الخلايا الورمية لنقص التأكسج عن طريق تنظيم عملية انتساخ حينات محددة متعلقة بعمليات التضاعف البيولوجية، وتحريض بُقيا الخلية بالإضافة إلى التكاثر الخلوي وتوليد الأوعية ومقاومة الموت الخلوي المبرمج.
لُوحط التعبير البارز عن HIF1A في معظم دراسات الأورام الصلبة، تلك التي تضمنت أوراماً عن القولون والمعدة.
تتضمن هذه الجينات: solute carrier family 2 (GLUT1), hexokinase (HK), phosphoglucose isomerase (PGI), phosphofructokinase (PFKL), fructose-bisphosphate aldolase (ALDO), glyceraldehyde-3-phosphate dehydrogenase (GAPDH), phosphoglycerate kinase (PGK), phosphoglycerate mutase (PGM), enolase 1 (ENOA), pyruvate kinase (PK), pyruvate dehydrogenase kinase, isozyme 1 (PDK1) وlactate dehydrogenase A (LDH-A).
بالإضافة إلى التعديلات في تراكيز الأوكسجين المتعلقة بالبيئات الموضعية ناقصة التأكسج، فقد وجد كذلك أن مَدروجات تراكيز الغلوكوز في في الأورام تؤثر أيضاً في معدل تحلل السكري الهوائي واللاهوائي. إن عنصر الاستجابة-للكربوهيدرات (ChoRE) هو المسؤول عن تنيظم التعبير الجيني عن أنزيم حل السكر وذلك كردة فعل لتغير التراكيز الغلوكوزية وذلك من خلال تفاعل مقترن مع نفس سلسلة التي يعمل عليها HIF-1 كذلك. تؤدي التفاعلات ما بين HIF-1 وكذلك ChoRE مع سلسلة الدنا 5’-RCGTG-3’ مما يزيد التعبير عن الجينات التي ذُكرت أعلاه.

## اطلع أيضاً
- نقص التأكسج